# Kleine heremietkolibrie
De kleine heremietkolibrie (Phaethornis longuemareus) is een vogel uit de familie Trochilidae (kolibries).

## Verspreiding en leefgebied
Deze soort komt voor in noordoostelijk Venezuela en de Guiana's.